# Joachim Vobbe
Joachim Vobbe (ur. 5 stycznia 1947 w Bad Honnef (Niemcy), zm. 26 lipca 2017 w Königswinter) – niemiecki biskup, w latach 1995–2009 zwierzchnik Kościoła Starokatolickiego w Niemczech.
Joachim Vobbe ukończył wydziały teologiczne w Bonn, Monachium i Kolonii, po czym został wyświęcony 14 lipca 1972 roku na księdza rzymskokatolickiej diecezji Kolonia. W 1977 związał się z Kościołem Starokatolickim w Niemczech. W latach 1977–1982 wikariusz, a następnie proboszcz parafii w Blumbergu. Od 1985 do 1994 roku proboszcz w parafii w Offenbach am Main.
15 listopada 1994 roku wybrany na biskupa przez 52. Synod Kościoła Starokatolickiego w Niemczech. Święcenia biskupie przyjął 25 marca 1995 roku we Frankfurcie nad Menem od biskupa Sigisberta Krafta. W 1996 roku udzielił pierwszy raz w tym Kościele święceń kapłańskich dwóm kobietom. Joachim Vobbe od 1999 roku jest honorowym asystentem anglikańskiego biskupa diecezji kontynentalnej Kościoła Anglikańskiego.
Podczas odbywającej się w czerwcu 2009 roku Rady Kościoła Starokatolickiego w Niemczech, biskup Vobbe zrezygnował z dalszego zwierzchnictwa nad Kościołem ze względów zdrowotnych. W dniu 6 i 7 listopada 2009 Synod Kościoła w Mannheim dokonał wyboru jego następcy, którym został ks. dr Mateusz Ring.
Biskup Joachim Vobbe był żonaty i miał dwóch synów.